# Spathius alternecoloratus
Spathius alternecoloratus är en stekelart som beskrevs av Chao 1978. Spathius alternecoloratus ingår i släktet Spathius och familjen bracksteklar. Inga underarter finns listade i Catalogue of Life.